# Johannes Draaijer
Johannes Draaijer (né le 8 mars 1963 à Nijemirdum et décédé le 27 février 1990 à Hoeven) est un ancien coureur cycliste néerlandais. Entré chez les professionnels en 1988 au sein de l'équipe PDM-Concorde, il le reste jusqu'à sa mort prématurée en 1990.

## Biographie
Après son décès par arrêt cardiaque à l'âge de 26 ans (7 coureurs néerlandais décédèrent pour les mêmes causes en 1990), une enquête fut menée, mais les autopsies ne révélèrent rien, bien que sa veuve affirmait que Johannes prenait de l'EPO. Il serait mort le lendemain dans sa chambre d’hôtel.

## Palmarès

### Palmarès amateur
- 1986
  - 3e du Tour de l'Empordà
  - 3e du Tour de Achterhoek
- 1987
  -  Champion des Pays-Bas sur route amateurs
  - 5e et 12e étape de la Course de la Paix
  - 2e du Hel van het Mergelland

### Palmarès professionnel
- 1989
  - 1re et 2eb (contre-la-montre par équipes) étapes du Tour de Murcie

### Résultats sur le Tour de France
1 participation
- 1989 : 130e, vainqueur du classement par équipes